# Cars and Girls
Cars and Girls è un singolo del gruppo musicale britannico Prefab Sprout, pubblicato nel febbraio 1988 come primo estratto dal terzo album in studio From Langley Park to Memphis.